# アサンテ
株式会社アサンテ（英: ASANTE INCORPORATED）は、東京都新宿区に本社を置く、害虫駆除・耐震補強事業を主とした企業。シロアリ駆除業界ではサニックスと双璧にあり、東日本（特に東北地方、関東地方、甲信越地方）でシェアが高い。
農業協同組合（JA）と提携。イメージキャラクター・CM出演者は、ダニエル・カール。アメリカから、シロアリ探知犬やトコジラミ探知犬を導入している。

## 沿革
- 1970年 - 三洋消毒社として東京都府中市で創業。
- 1973年 - 三洋消毒株式会社を設立（同業のライバルサニックスの前身と同名であり、両者の他にも同名の会社があるので注意）。
- 1987年 - 新宿区へ本社移転。
- 1994年 - 現社名に改称。
- 2013年3月19日 - 東京証券取引所2部に上場。
- 2014年4月24日 - 東京証券取引所1部に指定替え。

## 社名の由来
- ASANTEとはスワヒリ語で「ありがとう」の意味である。同時に、フランス語のsante（健康）に、業界No.1を目指すという意味でアルファベットの1文字目であるAを加えたものでもある。

## 番組スポンサー
- かにタク言ったもん勝ち（東海ラジオ、11時台の中日新聞ニュース）